# Rezolucja Rady Bezpieczeństwa ONZ nr 1
Rezolucja Rady Bezpieczeństwa ONZ nr 1, przyjęta bez głosowania 25 stycznia 1946 r.
Wezwała Wojskowy Komitet Sztabowy do spotkania po raz pierwszy w Londynie 1 lutego 1946 r. Komitet miał składać się z szefów sztabu organizacji wojskowych pięciu stałych członków. Formacja Komitetu została powołana na mocy art. 47 Karty Narodów Zjednoczonych, a jej pierwszemu spotkaniu wyznaczono cel przedstawienia propozycji dotyczących organizacji i standardowych procedur organu.
Rada Bezpieczeństwa miała w planie również „omówienie najlepszych sposobów osiągnięcia specjalnych porozumień dotyczących sił zbrojnych i powiązanych obiektów, o których mowa w Karcie (art. 43)” w porządku obrad tego spotkania, jednak temat został odroczony. Zgromadzenie Ogólne Narodów Zjednoczonych przyjęło pierwszą rezolucję poprzedniego dnia.